# Carabaya
Carabaya is een provincie in de regio Puno in Peru. De provincie heeft een oppervlakte van  12.266 km² en telt 95.390 inwoners (2015). De hoofdplaats van de provincie is het district Macusani.

## Bestuurlijke indeling
De provincie Carabaya is verdeeld in tien districten, UBIGEO tussen haakjes:
- (210302) Ajoyani
- (210303) Ayapata
- (210304) Coasa
- (210305) Corani
- (210306) Crucero
- (210307) Ituata
- (210301) Macusani, hoofdplaats van de provincie
- (210308) Ollachea
- (210309) San Gabán
- (210310) Usicayos

Azángaro · Carabaya · Chucuito · El Collao · Huancane · Lampa · Melgar · Moho · Puno · San Antonio de Putina · Sandia · San Román · Yunguyo